# Jaunjelgava
Jaunjelgava (deutsch: Friedrichstadt) ist eine Stadt in Lettland am linken Ufer der Daugava, sie liegt etwa 80 km südöstlich von Riga. Im Jahre 2022 zählte Jaunjelgava 1.718 Einwohner.

## Geschichte
Im 13. Jahrhundert befand sich hier eine Befestigung der Selen, die von Schwertbrüdern eingeebnet wurde. Um 1450 bildeten sich ein Landgut und eine Ansiedlung. 1590 verlieh Herzog Friedrich Kettler von Kurland und Semgallen der Stadt das Marktrecht. Damals lebten etwa 60 Familien an dem Umschlagplatz für Handelswaren. 1621 wurde der Ort im Polnisch-Schwedischen Krieg verwüstet und 1646 auf Geheiß von Herzog Jakob Kettler als Friedrichstadt neu gegründet, der die Stadt nach seinem Vater benannte. 1710 wütete die „Große Pest“ und 1831 bzw. 1848 die Cholera. Außerdem gab es mehrere große Stadtbrände. Trotzdem wuchs die Stadt und war seit 1795 Kreisstadt im Gouvernement Kurland. Nach der Eröffnung der Eisenbahnlinie Riga–Dünaburg 1861 verloren der Wasserweg auf der Düna und damit Friedrichstadt als Umschlagplatz an Bedeutung.
2009 schlossen sich sechs umliegende Gemeinden mit der Stadt zum Bezirk Jaunjelgava (Jaunjelgavas novads) zusammen, der 2021 im neuen Bezirk Aizkraukle aufging.

## Schtetl
Jaunjelgava war eines von vielen Schtetls, die einst im Ansiedlungsrayon existierten. Seine jüdische Gemeinde wurde gegen Ende des 17. Jahrhunderts gegründet. Im Jahr 1858 wurde die erste jüdische Schule in der Stadt eröffnet. Im Jahr 1897 waren 3800 der 5223 Einwohner Juden. Juden nannten die Stadt Naira.

## Sehenswürdigkeiten
- Gebäude der Bezirksverwaltung von 1912
- Katholische Heilig-Kreuz-Kirche, Holzbau von 1902
- Orthodoxe Kirche der Verklärung Christi, erbaut von 1896 bis 1897

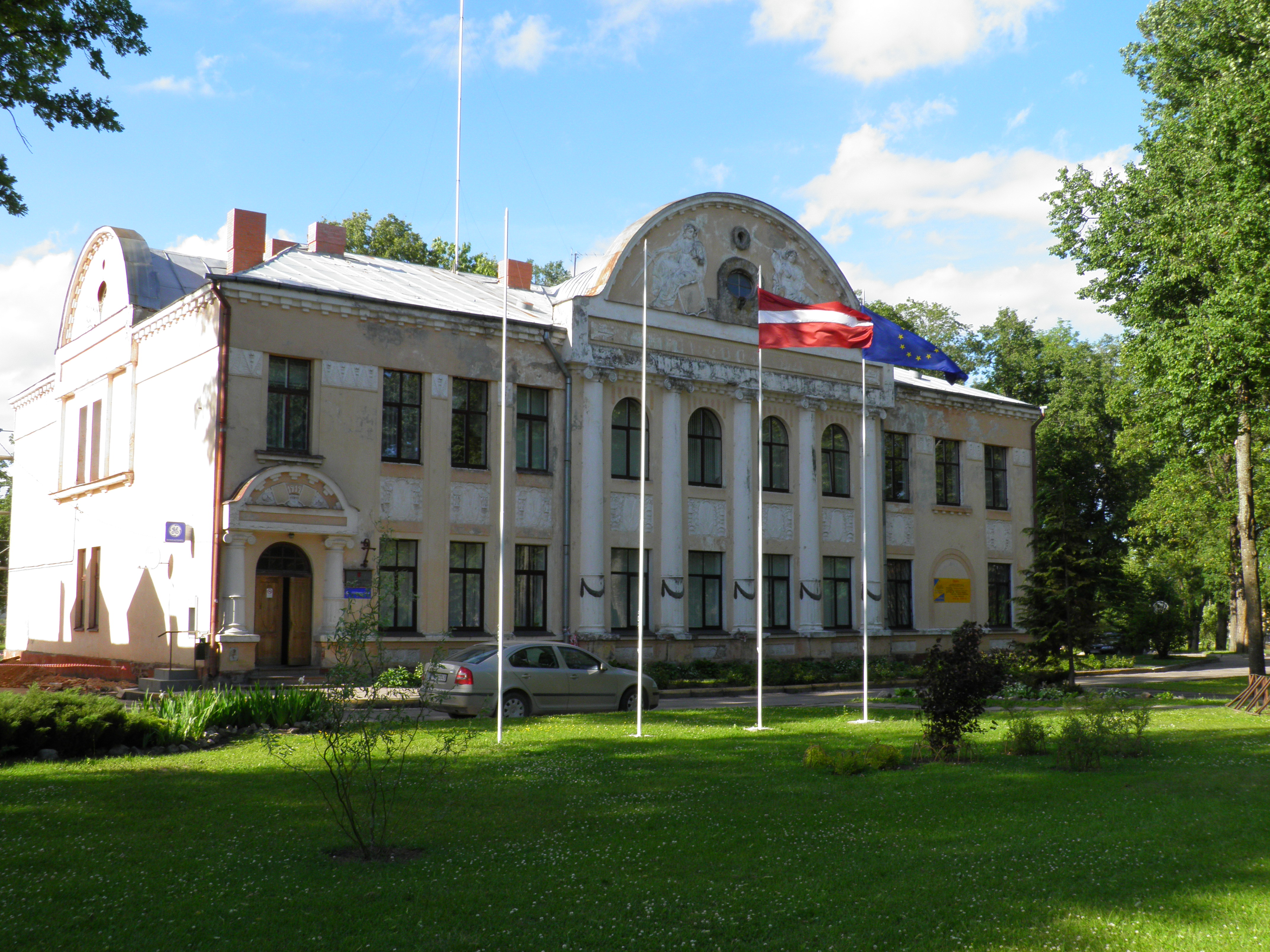
Verwaltungsgebäude des Bezirks Jaunjelgava
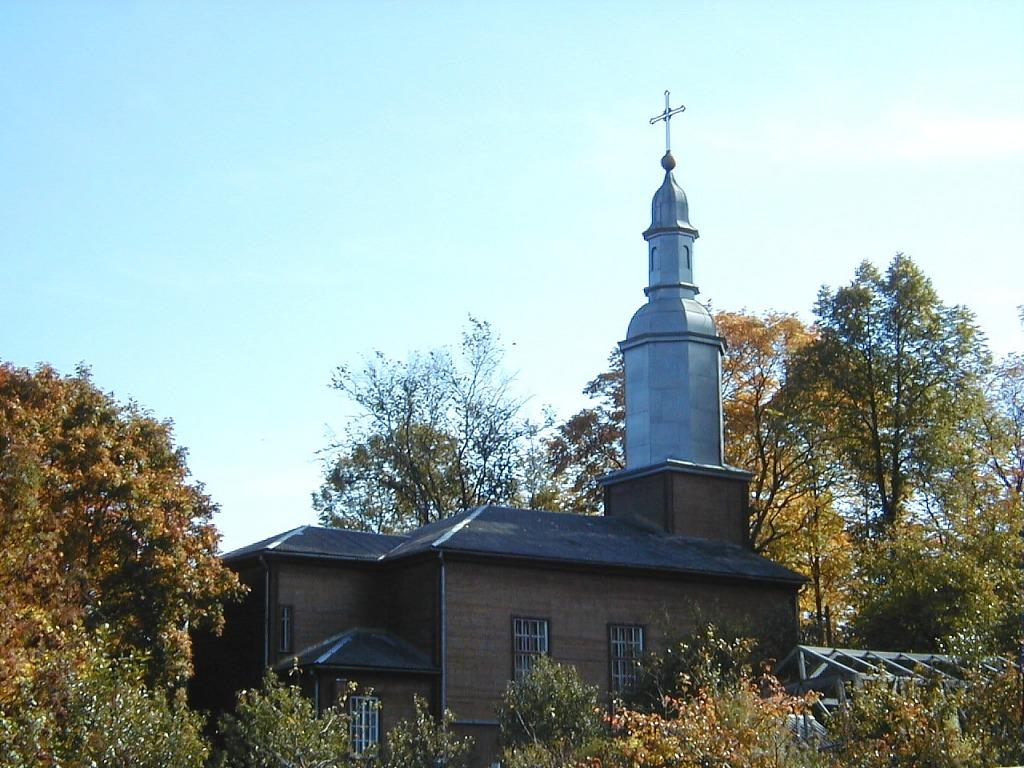
Katholische Kirche
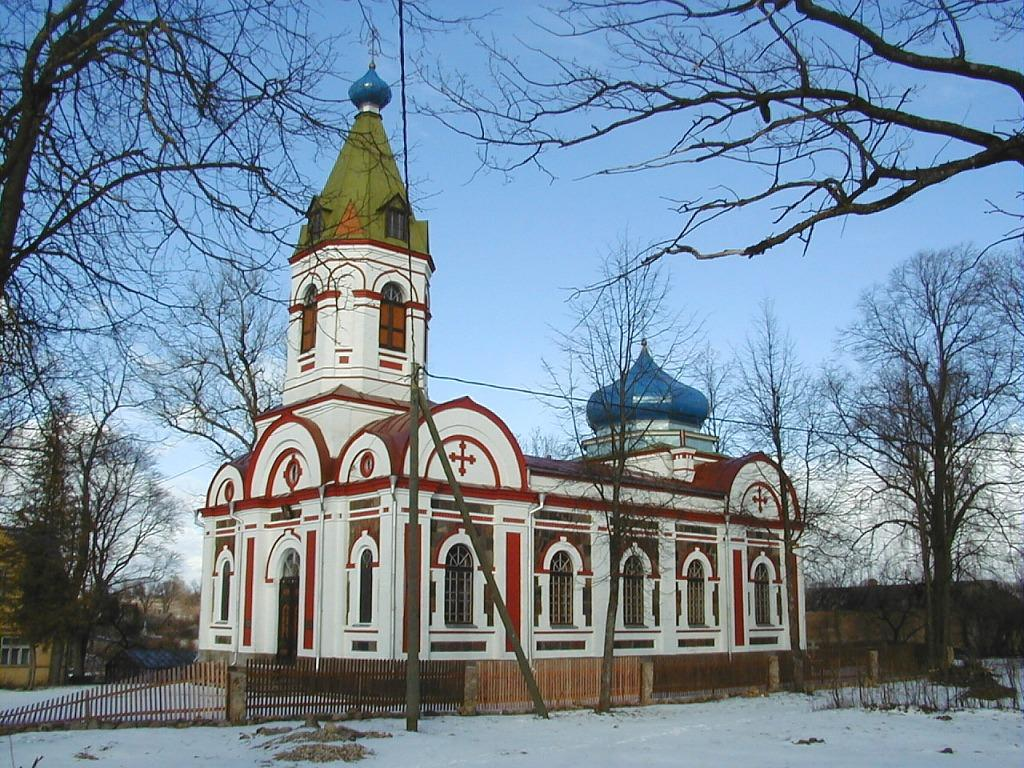
Orthodoxe Kirche